# Alaginella zeyheri
Alaginella zeyheri is een slakkensoort uit de familie van de Marginellidae. De wetenschappelijke naam van de soort is voor het eerst geldig gepubliceerd in 1852 door Krauss.